# Atlas Blue
Atlas Blue war eine marokkanische Billigfluggesellschaft mit Sitz in Marrakesch und eine Tochtergesellschaft der Royal Air Maroc.

## Geschichte
Atlas Blue wurde am 28. Mai 2004 gegründet und nahm im selben Jahr Charterflüge nach Frankreich mit einer einzigen Boeing 737-400 auf. Weitere fünf Boeing 737-400s wurden von der Royal Air Maroc übernommen, um das Angebot um Flüge nach Belgien, Deutschland, Italien und Großbritannien zu erweitern. Im März 2006 wurde die Flotte um einen Airbus A321-200 erweitert.

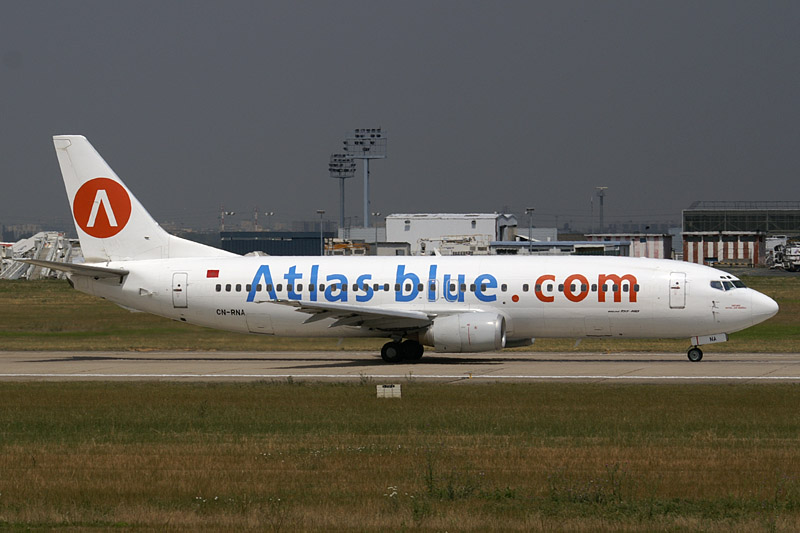
Boeing 737-400 der Atlas Blue

Nach der Übernahme durch Royal Air Maroc im Jahr 2009 wurde die Auflösung der Marke Atlas Blue beschlossen. Die Gesellschaft wird zukünftig im Namen und Auftritt der Royal Air Maroc Strecken in deren Netz bedienen.

## Ziele
Royal Air Maroc hat sämtliche Flüge von Atlas Blue übernommen. Atlas Blue verband im Streckennetz der Royal Air Maroc die Flughäfen von Tanger, Al-Hoceima, Fès, Oujda, Agadir, Nador und Marrakesch untereinander sowie mit mehreren Destinationen in Europa.

## Flotte
Mit Stand Mai 2011 bestand die Flotte der Atlas Blue aus 3 Flugzeugen:
- 3 Boeing 737-400 (betrieben für Royal Air Maroc)